# Nothria solenotecton
Nothria solenotecton är en ringmaskart som först beskrevs av Chamberlin 1919.  Nothria solenotecton ingår i släktet Nothria och familjen Onuphidae.
Artens utbredningsområde är havet kring Nya Zeeland. Inga underarter finns listade i Catalogue of Life.